# Parafia św. Stanisława Biskupa i Męczennika w Buffalo
Parafia św. Stanisława Biskupa i Męczennika w Buffalo (ang. St. Stanislaus Bishop & Martyr Parish) – parafia rzymskokatolicka położona w południowo-wschodniej części Buffalo, w stanie Nowy Jork, Stany Zjednoczone.

## Historia
Parafia św. Stanisława Biskupa i Męczennika została ustanowiona w 1873 roku i dedykowana św. Stanisławowi ze Szczepanowa. Jest najstarszą polską parafią w diecezji Buffalo, a być może najstarszą w stanie Nowy Jork (Parafia św. Stanisława Biskupa i Męczennika w Nowym Jorku została założona również w tym samym roku). W parafii są odprawiane msze św. w języku polskim dla polskich imigrantów.
Pierwszym proboszczem i założycielem był ks. Jan Pitass, ze Śląska, pełniącym tę posługę przez na 39 lat. Ks. Pitass uważany jest za twórcę Polonii amerykańskiej w zachodniej części stanu Nowy Jork. Wkrótce założył szkołę parafialną i sprowadził w 1882 roku Siostry felicjanki do Buffalo. W 1889 roku zakupiono teren pod cmentarz parafialny.
Dzięki staraniom ks. proboszcza Piotra Adamskiego oraz udzielonej pomocy materialnej 12 listopada 1955 do parafii została przeniesiona Polska Sobotnia Szkoła, która później została nazwana imieniem Ks. Inf. Piotra Adamskiego.
11 października 2009 roku, biskup diecezji Buffalo, Edward U. Kmiec przyznał kościołowi status "Sanktuarium św Stanisława i wszystkich męczenników Polski" oraz uczynił ją centrum kultury polskiej w Buffalo.
W związku z odejściem na emeryturę proboszcza parafii św. Jana Kantego, ks. Antoniego Lutostańskiego, decyzją biskupa diecezji Buffalo, z dniem 1 grudnia 2009, parafie tę dołączono do Parafii św. Stanisława Biskupa i Męczennika, a wspólnym proboszczem tych parafii został ks. Thaddeus N. Bocianowski.

### Duszpasterze
- ks. Jan Pitass (1873-1913)
- ks. dr. Aleksander Pitass (kuzyn ks. Jana Pitassa) (1914-1945)
- ks. inf. Piotr Adamski (1945-1973)
- ks. Chester Meloch (1973-1981)
- ks. John Gabalski (1981-2003)
- ks. biskup Edward M. Grosz (2003-2009)
- ks. Thaddeus N. Bocianowski (2009-obecnie)

## Szkoły
- St. Stanislaus B & M School